# Ató de Bigorra
Ató de Bigorra, (?-955) bisbe de Roda d'Isàvena (923-955). Fill de Ramon II de Pallars-Ribagorça i Guinigenta de Conflent.
.
Hi hagué molt enrenou sobre la creació del bisbat, promogut pel seu pare, Ramon II de Pallars-Ribagorça (segon bisbe d'aquesta seu), amb l'ajuda del bisbe usurpador Esclua a la diòcesi d'Urgell. Aquest bisbat fou molt efímer, però el seu net, Ramon III de Ribagorça, tornà a promoure'l i aconseguí refermar-lo però amb poca eficàcia en l'organització eclesiàstica del territori. El Bisbat de Roda de Ribagorça quedà limitat només al comtat de la Ribagorça, sense el Pallars.
El 892, el sínode de la Seu d'Urgell posà fi a la crisi eclesiàstica als comtats catalans destituint Esclua. El bisbe Adolf continuà en el càrrec fins a la mort, moment en què el nou bisbat de Pallars havia de tornar a la diòcesi d'Urgell. Esclua fou condemnat i excomunicat, fou ignominiosament deposat de lesinsígnies episcopals: despullat davant tothom dels induments episcopals i estripats aquests, trencats els seus bàculs sobre el seu cap i arrencat els anells dels seus dits, fou expulsat de tot ordre clerical i deposat.
De tota manera, el Bisbat de Roda de Ribagorça a més de perdurar fins a la mort Adolf, encara el succeí Ató de Bigorra, aproximadament fins a la nova creació de nou del bisbat i l'entrada del nou bisbe Odesind de Ribagorça, un fill de Ramon III de Ribagorça i Toda d'Aragó.